# Tirol Raiders
I Tirol Raiders sono la principale squadra di football americano di Innsbruck, in Austria.
Sono chiamati Swarco Raiders Tirol, in quanto il loro principale sponsor è la Swarco Holding AG. In passato sono stati conosciuti come Papa Joe's Raiders Tirol.

## Storia
Fondati il 15 settembre 1992, debuttarono nella terza divisione austriaca nel 1993. Dopo una perfect season salirono in seconda divisione. Nel 1998 furono promossi nella massima serie austriaca, la AFL, che hanno vinto 8 volte. Hanno inoltre vinto 1 titolo femminile.
In campo europeo, si sono aggiudicati la EFAF Cup nel 2004 e l'Eurobowl, massima competizione europea per club, nel 2008, nel 2009 e nel 2011.
Il 25 settembre 2021 hanno annunciato che a partire dalla stagione 2022 parteciperanno alla ELF.

## Dettaglio stagioni

### Tornei nazionali

#### Campionato

##### AFL
| Stagione | regular season | regular season | regular season | regular season | regular season | regular season | playoff | playoff | playoff | playoff | playoff | playoff       | playoff        |
|          | Vin            | Par            | Per            | Tot            | PF             | PS             | Vin     | Per     | Tot     | PF      | PS      | risultato     | avversaria     |
| -------- | -------------- | -------------- | -------------- | -------------- | -------------- | -------------- | ------- | ------- | ------- | ------- | ------- | ------------- | -------------- |
| 2000     | ?              | ?              | ?              | 8              | ?              | ?              | 1       | 1       | 2       | 92      | 34      | Austrian Bowl | Vienna Vikings |
| 2004     | 5              | 0              | 1              | 6              | 236            | 118            | 2       | 0       | 2       | 77      | 33      | Campioni      | Vienna Vikings |
| 2007     | 5              | 0              | 3              | 8              | 233            | 237            | -       | -       | -       | -       | -       | -             | -              |
| 2008     | 5              | 0              | 1              | 6              | 252            | 141            | 1       | 1       | 2       | 76      | 55      | Austrian Bowl | Graz Giants    |
| 2009     | 6              | 0              | 2              | 8              | 314            | 178            | 0       | 1       | 1       | 21      | 22      | Semifinale    | Vienna Vikings |
| 2010     | 4              | 0              | 2              | 6              | 235            | 134            | 1       | 1       | 2       | 79      | 79      | Austrian Bowl | Danube Dragons |
| 2011     | 5              | 0              | 1              | 6              | 253            | 55             | 2       | 0       | 2       | 52      | 13      | Campioni      | Vienna Vikings |
| 2012     | 8              | 0              | 2              | 10             | 350            | 109            | 1       | 1       | 2       | 82      | 90      | Austrian Bowl | Vienna Vikings |
| 2013     | 8              | 0              | 2              | 10             | 344            | 197            | 1       | 1       | 2       | 83      | 97      | Austrian Bowl | Vienna Vikings |
| 2014     | 6              | 0              | 2              | 8              | 297            | 262            | 1       | 1       | 2       | 51      | 24      | Austrian Bowl | Vienna Vikings |
| 2015     | 6              | 0              | 2              | 8              | 297            | 188            | 2       | 0       | 2       | 86      | 46      | Campioni      | Vienna Vikings |
| 2016     | 9              | 0              | 1              | 10             | 428            | 112            | 2       | 0       | 2       | 114     | 37      | Campioni      | Graz Giants    |
| 2017     | 9              | 0              | 1              | 10             | 485            | 224            | 1       | 1       | 2       | 71      | 72      | Austrian Bowl | Vienna Vikings |
| 2018     | 8              | 0              | 2              | 10             | 475            | 209            | 2       | 0       | 2       | 100     | 69      | Campioni      | Vienna Vikings |
| 2019     | 10             | 0              | 0              | 10             | 411            | 181            | 2       | 0       | 2       | 91      | 77      | Campioni      | Vienna Vikings |
| 2021     | 5              | 0              | 3              | 8              | 201            | 155            | 2       | 0       | 2       | 66      | 34      | Campioni      | Vienna Vikings |
| 2022     | 0              | 0              | 10             | 10             | 256            | 465            | -       | -       | -       | -       | -       | -             | -              |
| 2023     | 3              | 0              | 7              | 10             | 219            | 345            | -       | -       | -       | -       | -       | -             | -              |
| 2024     | 4              | 0              | 6              | 10             | 255            | 229            | -       | -       | -       | -       | -       | -             | -              |
| Totale   | 106+?          | 0+?            | 48+?           | 162            | 5541+?         | 3539+?         | 21      | 8       | 27      | 1141    | 782     |               |                |

Fonti: Enciclopedia del Football - A cura di Massimo Mezzetti

##### Austrian Football Division Ladies/AFL - Division Ladies
| Stagione | regular season | regular season | regular season | regular season | regular season | regular season | playoff | playoff | playoff | playoff | playoff | playoff     | playoff               |
|          | Vin            | Par            | Per            | Tot            | PF             | PS             | Vin     | Per     | Tot     | PF      | PS      | risultato   | avversaria            |
| -------- | -------------- | -------------- | -------------- | -------------- | -------------- | -------------- | ------- | ------- | ------- | ------- | ------- | ----------- | --------------------- |
| 2024     | 4              | 0              | 0              | 4              | 260            | 93             | 1       | 0       | 1       | 72      | 54      | Campionesse | Salzburg Ducks Ladies |
| Totale   | 4              | 0              | 0              | 4              | 260            | 93             | 1       | 0       | 1       | 72      | 54      |             |                       |

Fonti: Enciclopedia del Football - A cura di Massimo Mezzetti

##### Austrian Football Division 1/AFL Division I
| Stagione | regular season | regular season | regular season | regular season | regular season | regular season | playoff | playoff | playoff | playoff | playoff | playoff     | playoff             |
|          | Vin            | Par            | Per            | Tot            | PF             | PS             | Vin     | Per     | Tot     | PF      | PS      | risultato   | avversaria          |
| -------- | -------------- | -------------- | -------------- | -------------- | -------------- | -------------- | ------- | ------- | ------- | ------- | ------- | ----------- | ------------------- |
| 2011     | 4              | 0              | 2              | 6              | 181            | 95             | 1       | 1       | 2       | 58      | 51      | Silver Bowl | AFC Rangers Mödling |
| 2012     | 4              | 0              | 4              | 8              | 79             | 123            | 0       | 1       | 1       | 13      | 26      | Semifinale  | Carinthian Lions    |
| 2013     | 1              | 0              | 7              | 8              | 121            | 374            | -       | -       | -       | -       | -       | -           | -                   |
| 2014     | 3              | 0              | 5              | 8              | 141            | 184            | 0       | 1       | 1       | 14      | 43      | Semifinale  | Vienna Vikings 2    |
| 2015     | 3              | 0              | 5              | 8              | 137            | 149            | -       | -       | -       | -       | -       | -           | -                   |
| 2016     | 1              | 0              | 7              | 8              | 127            | 232            | -       | -       | -       | -       | -       | -           | -                   |
| 2017     | 2              | 0              | 6              | 8              | 165            | 250            | -       | -       | -       | -       | -       | -           | -                   |
| 2018     | 1              | 0              | 7              | 8              | 120            | 266            | -       | -       | -       | -       | -       | -           | -                   |
| 2019     | 3              | 0              | 5              | 8              | 234            | 298            | -       | -       | -       | -       | -       | -           | -                   |
| 2021     | 2              | 0              | 4              | 6              | 113            | 209            | -       | -       | -       | -       | -       | -           | -                   |
| Totale   | 24             | 0              | 52             | 76             | 1418           | 2180           | 1       | 3       | 4       | 85      | 120     |             |                     |

Fonti: Enciclopedia del Football - A cura di Massimo Mezzetti

##### Austrian Football Division 2
| Stagione | regular season | regular season | regular season | regular season | regular season | regular season | playoff | playoff | playoff | playoff | playoff | playoff    | playoff        |
|          | Vin            | Par            | Per            | Tot            | PF             | PS             | Vin     | Per     | Tot     | PF      | PS      | risultato  | avversaria     |
| -------- | -------------- | -------------- | -------------- | -------------- | -------------- | -------------- | ------- | ------- | ------- | ------- | ------- | ---------- | -------------- |
| 2009     | 6              | 0              | 0              | 6              | 189            | 95             | 0       | 1       | 1       | 29      | 30      | Semifinale | Vienna Knights |
| 2010     | 6              | 0              | 0              | 6              | 267            | 47             | 1       | 1       | 2       | 49      | 48      | Iron Bowl  | Vienna Knights |
| Totale   | 12             | 0              | 0              | 12             | 456            | 142            | 1       | 2       | 3       | 78      | 78      |            |                |

Fonti: Enciclopedia del Football - A cura di Massimo Mezzetti

##### Austrian Football Division 3
| Stagione | regular season | regular season | regular season | regular season | regular season | regular season | playoff | playoff | playoff | playoff | playoff | playoff   | playoff       |
|          | Vin            | Par            | Per            | Tot            | PF             | PS             | Vin     | Per     | Tot     | PF      | PS      | risultato | avversaria    |
| -------- | -------------- | -------------- | -------------- | -------------- | -------------- | -------------- | ------- | ------- | ------- | ------- | ------- | --------- | ------------- |
| 2008     | 6              | 0              | 0              | 6              | 239            | 73             | 2       | 0       | 2       | 99      | 36      | Campioni  | Graz Giants 2 |
| Totale   | 6              | 0              | 0              | 6              | 239            | 73             | 2       | 0       | 2       | 99      | 36      |           |               |

Fonti: Enciclopedia del Football - A cura di Massimo Mezzetti

### Tornei internazionali

#### Superfinal
| Stagione | regular season | regular season | regular season | regular season | regular season | regular season | playoff | playoff | playoff | playoff | playoff | playoff   | playoff           |
|          | Vin            | Par            | Per            | Tot            | PF             | PS             | Vin     | Per     | Tot     | PF      | PS      | risultato | avversaria        |
| -------- | -------------- | -------------- | -------------- | -------------- | -------------- | -------------- | ------- | ------- | ------- | ------- | ------- | --------- | ----------------- |
| 2018     | -              | -              | -              | -              | -              | -              | 1       | 0       | 1       | 45      | 20      | Campioni  | Copenhagen Towers |
| Totale   | -              | -              | -              | -              | -              | -              | 1       | 0       | 1       | 45      | 20      |           |                   |

Fonti: Enciclopedia del Football - A cura di Massimo Mezzetti

#### European Football League (1986-2013)
| Stagione | regular season | regular season | regular season | regular season | regular season | regular season | playoff | playoff | playoff | playoff | playoff | playoff    | playoff               |
|          | Vin            | Par            | Per            | Tot            | PF             | PS             | Vin     | Per     | Tot     | PF      | PS      | risultato  | avversaria            |
| -------- | -------------- | -------------- | -------------- | -------------- | -------------- | -------------- | ------- | ------- | ------- | ------- | ------- | ---------- | --------------------- |
| 2005     | 2              | 0              | 0              | 2              | 81             | 20             | 0       | 1       | 1       | 21      | 49      | Semifinale | Vienna Vikings        |
| 2006     | 1              | 0              | 1              | 2              | 52             | 34             | 0       | 1       | 1       | 17      | 27      | Semifinale | Flash de La Courneuve |
| 2007     | 2              | 0              | 0              | 2              | 67             | 33             | 0       | 1       | 1       | 21      | 35      | Semifinale | Marburg Mercenaries   |
| 2008     | -              | -              | -              | -              | -              | -              | 3       | 0       | 3       | 133     | 93      | Campioni   | Vienna Vikings        |
| 2009     | -              | -              | -              | -              | -              | -              | 3       | 0       | 3       | 96      | 39      | Campioni   | Flash de La Courneuve |
| 2010     | -              | -              | -              | -              | -              | -              | 1       | 1       | 2       | 82      | 42      | Semifinale | Berlin Adler          |
| 2011     | -              | -              | -              | -              | -              | -              | 3       | 0       | 3       | 81      | 56      | Campioni   | Berlin Adler          |
| 2012     | -              | -              | -              | -              | -              | -              | 1       | 1       | 2       | 59      | 49      | Semifinale | Calanda Broncos       |
| 2013     | -              | -              | -              | -              | -              | -              | 2       | 1       | 3       | 103     | 57      | Eurobowl   | Vienna Vikings        |
| Totale   | 5              | 0              | 1              | 6              | 220            | 87             | 13      | 6       | 19      | 613     | 447     |            |                       |

Fonti: Enciclopedia del Football - A cura di Massimo Mezzetti

#### BIG6 European Football League
| Stagione | regular season | regular season | regular season | regular season | regular season | regular season | playoff | playoff | playoff | playoff | playoff | playoff   | playoff          |
|          | Vin            | Par            | Per            | Tot            | PF             | PS             | Vin     | Per     | Tot     | PF      | PS      | risultato | avversaria       |
| -------- | -------------- | -------------- | -------------- | -------------- | -------------- | -------------- | ------- | ------- | ------- | ------- | ------- | --------- | ---------------- |
| 2014     | 1              | 0              | 1              | 2              | 50             | 35             | -       | -       | -       | -       | -       | -         | -                |
| 2015     | 1              | 0              | 1              | 2              | 75             | 47             | -       | -       | -       | -       | -       | -         | -                |
| 2016     | 2              | 0              | 0              | 2              | 92             | 0              | 0       | 1       | 1       | 21      | 35      | Eurobowl  | New Yorker Lions |
| Totale   | 4              | 0              | 2              | 6              | 217            | 82             | 0       | 1       | 1       | 21      | 35      |           |                  |

Fonti: Enciclopedia del Football - A cura di Massimo Mezzetti

#### Central European Football League
| Stagione | regular season | regular season | regular season | regular season | regular season | regular season | playoff | playoff | playoff | playoff | playoff | playoff   | playoff                  |
|          | Vin            | Par            | Per            | Tot            | PF             | PS             | Vin     | Per     | Tot     | PF      | PS      | risultato | avversaria               |
| -------- | -------------- | -------------- | -------------- | -------------- | -------------- | -------------- | ------- | ------- | ------- | ------- | ------- | --------- | ------------------------ |
| 2017     | 2              | 0              | 0              | 2              | 68             | 20             | 1       | 0       | 1       | 55      | 20      | Campioni  | Kragujevac Wild Boars    |
| 2018     | 2              | 0              | 0              | 2              | 107            | 42             | 1       | 0       | 1       | 49      | 20      | Campioni  | Koç Rams                 |
| 2019     | 2              | 0              | 0              | 2              | 91             | 30             | 1       | 0       | 1       | 46      | 42      | Campioni  | Calanda Broncos          |
| 2021     | -              | -              | -              | -              | -              | -              | 2       | 1       | 3       | 77      | 49      | Finale    | Schwäbisch Hall Unicorns |
| Totale   | 6              | 0              | 0              | 6              | 216            | 92             | 5       | 1       | 6       | 227     | 131     |           |                          |

Fonti: Enciclopedia del Football - A cura di Massimo Mezzetti

### Riepilogo fasi finali disputate
| Anno           | Luogo                    | Evento                       | Fase del torneo        | Incontro                                                           | Risultato |
| 22 luglio 2000 | Vienna                   | AFL                          | Austrian Bowl          | Vienna Vikings - Tirol Raiders                                     | 34 - 28   |
| 17 luglio 2004 |                          | AFL                          | Austrian Bowl          | Vienna Vikings - Tirol Raiders                                     | 20 - 28   |
| 18 giugno 2005 | Innsbruck                | EFL                          | Semifinale             | Tirol Raiders - Vienna Vikings                                     | 21 - 49   |
| 11 giugno 2006 | Innsbruck                | EFL                          | Semifinale             | Tirol Raiders - Flash de La Courneuve                              | 17 - 27   |
| 9 giugno 2007  | Innsbruck                | EFL                          | Semifinale             | Tirol Raiders - Marburg Mercenaries                                | 21 - 35   |
| 27 giugno 2008 | Wolfsberg                | AFL                          | Austrian Bowl          | Graz Giants - Tirol Raiders                                        | 31 - 21   |
| 29 giugno 2008 |                          | Austrian Football Division 3 | Challenge Bowl         | Tirol Raiders JV - Graz Giants 2                                   | 45 - 15   |
| 5 luglio 2008  | Innsbruck                | EFL                          | Eurobowl               | Tirol Raiders - Vienna Vikings                                     | 28 - 24   |
| 20 giugno 2009 |                          | Austrian Football Division 2 | Semifinale             | Tirol Raiders JV - Vienna Knights                                  | 29 - 30   |
| 27 giugno 2009 | Innsbruck                | AFL                          | Semifinale             | Tirol Raiders - Vienna Vikings                                     | 21 - 22   |
| 11 luglio 2009 | Innsbruck                | EFL                          | Eurobowl               | Tirol Raiders - Flash de La Courneuve                              | 30 - 19   |
| 6 giugno 2010  | Innsbruck                | EFL                          | Semifinale             | Tirol Raiders - Berlin Adler                                       | 27 - 29   |
| 27 giugno 2010 |                          | Austrian Football Division 2 | Iron Bowl              | Tirol Raiders JV - Vienna Knights                                  | 21 - 27   |
| 9 luglio 2010  | Innsbruck                | AFL                          | Austrian Bowl          | Danube Dragons - Tirol Raiders                                     | 28 - 21   |
| 11 giugno 2011 |                          | Austrian Football Division 1 | Silver Bowl            | AFC Rangers Mödling - Tirol Raiders JV                             | 41 - 10   |
| 23 giugno 2011 | Vienna                   | AFL                          | Austrian Bowl          | Tirol Raiders - Vienna Vikings                                     | 23 - 13   |
| 26 giugno 2011 | Innsbruck                | EFL                          | Eurobowl               | Tirol Raiders - Berlin Adler                                       | 27 - 12   |
| 16 giugno 2012 | Innsbruck                | EFL                          | Semifinale             | Tirol Raiders - Calanda Broncos                                    | 3 - 35    |
| 17 giugno 2012 |                          | Austrian Football Division 1 | Semifinale             | Carinthian Lions - Tirol Raiders JV                                | 26 - 13   |
| 28 luglio 2012 | Vienna                   | AFL                          | Austrian Bowl          | Vienna Vikings - Tirol Raiders                                     | 48 - 34   |
| 6 luglio 2013  | Innsbruck                | EFL                          | Eurobowl               | Tirol Raiders - Vienna Vikings                                     | 14 - 37   |
| 28 luglio 2013 | Sankt Pölten             | AFL                          | Austrian Bowl          | Vienna Vikings - Tirol Raiders                                     | 48 - 31   |
| 20 luglio 2014 | Vienna                   | Austrian Football Division 1 | Semifinale             | Vienna Vikings 2 - Tirol Raiders JV                                | 43 - 14   |
| 26 luglio 2014 | Sankt Pölten             | AFL                          | Austrian Bowl          | Vienna Vikings - Tirol Raiders                                     | 24 - 17   |
| 11 luglio 2015 | Klagenfurt am Wörthersee | AFL                          | Austrian Bowl          | Vienna Vikings - Tirol Raiders                                     | 0 - 38    |
| 11 giugno 2016 | Innsbruck                | BIG6                         | BIG6 Eurobowl          | New Yorker Lions - Tirol Raiders                                   | 35 - 21   |
| 23 luglio 2016 | Klagenfurt am Wörthersee | AFL                          | Austrian Bowl          | Graz Giants - Tirol Raiders                                        | 7 - 51    |
| 10 giugno 2017 | Innsbruck                | CEFL                         | CEFL Bowl              | Tirol Raiders - Kragujevac Wild Boars                              | 55 - 20   |
| 29 luglio 2017 | Klagenfurt am Wörthersee | AFL                          | Austrian Bowl          | Vienna Vikings - Tirol Raiders                                     | 45 - 26   |
| 9 giugno 2018  | Innsbruck                | CEFL                         | CEFL Bowl              | Tirol Raiders - Koç Rams                                           | 49 - 20   |
| 30 giugno 2018 | Gentofte                 |                              | IFAF Europe Superfinal | Copenhagen Towers - Tirol Raiders                                  | 20 - 45   |
| 21 luglio 2018 | Sankt Pölten             | AFL                          | Austrian Bowl          | Tirol Raiders - Vienna Vikings                                     | 51 - 48   |
| 8 giugno 2019  | Coira                    | CEFL                         | CEFL Bowl              | Tirol Raiders - Calanda Broncos                                    | 46 - 42   |
| 27 luglio 2019 | Sankt Pölten             | AFL                          | Austrian Bowl          | Tirol Raiders - Vienna Vikings                                     | 42 - 34   |
| 26 giugno 2021 | Innsbruck                | CEFL                         | CEFL Bowl              | Tirol Raiders - Schwäbisch Hall Unicorns                           | 16 - 22   |
| 31 luglio 2021 | Sankt Pölten             | AFL                          | Austrian Bowl          | Vienna Vikings - Tirol Raiders                                     | 14 - 35   |
| 28 luglio 2024 | Wiener Neustadt          | AFL - Division Ladies        | Ladies Bowl            | Tirol Raiders Ladies/Schwaz Hammers Ladies - Salzburg Ducks Ladies | 72 - 54   |

## Palmarès
- 1 IFAF Europe Superfinal (2018)
- 3 Eurobowl (2008, 2009, 2011)
- 1 EFAF CUP (2004)
- 3 CEFL Bowl (2017-2019)
- 8 Austrian Bowl (2004, 2006, 2011, 2015, 2016, 2018, 2019, 2021)
- 1 Ladies Bowl (2024)
- 1 Challenge Bowl (terzo livello) (2005)
- 1 Challenge Bowl (quarto livello) (2008)
- 2 College Bowl (2007, 2009)
- 3 Jugend Bowl (2000, 2010, 2012)
- 6 Schüler Bowl (2000, 2001, 2007, 2008, 2010, 2011)
- 6 Mini Bowl (2002, 2007-2009, 2011, 2014)